# María Casimira Luisa de la Grange d'Arquien
María Casimira Luisa de La Grange d’Arquien (1641–1716) fue una noble francesa que se convirtió en reina consorte de Polonia y gran duquesa de Lituania al casarse con Juan III Sobieski, uno de los monarcas más célebres de Polonia.

## Biografía
Hija del marqués francés Henri Albert de La Grange d'Arquien, María Casimira llegó a Polonia a la edad de 5 años como dama de compañía de María Luisa de Gonzaga, Reina de Polonia desde 1645 hasta 1672, esposa y consorte de dos reyes polacos: Vladislao IV y posteriormente de su hermano Juan II Casimiro.
En la corte conoce a Juan Sobieski que había llegado a Cracovia en 1656, pero fue desposada con Juan Zamoyski a los pocos años. Zamoysky murió al poco tiempo, en 1665 y la viuda se casó con Juan Sobieski el 14 de julio de ese mismo año.
La pareja tuvo catorce hijos en total, pero solamente cuatro lograron llegar a la mayoría de edad:
- Jacobo
- Alejandro Benedicto
- Teresa Cunegunda, madre de Carlos VII del Sacro Imperio Romano[2]

Juan Sobieski fue elegido rey de Polonia en 1672, gracias a la influencia de su mujer, que fue coronada en la Catedral de Cracovia, recién en 1676. Como reina, María Casimira, apoyó la propuesta de alianza entre Polonia y Francia, mientras al mismo tiempo buscaba ganar privilegios personales y para su familia, con el rey Luis XIV de Francia. La pareja real se hizo famosa por sus apasionadas cartas de amor, muchas de las cuales fueron escritas entre 1665 y 1683, años durante los que Juan se encontraba en guerra contra el Imperio otomano o en los frecuentes viajes de María Casimira a París. Las cartas evidencian el amor que se tenían los soberanos, pero también entregan reflexiones personales sobre los eventos a los que eran contemporáneos y sobre las dificultades que debían enfrentar como reyes de un estado. Publicadas mucho tiempos después de la muerte de ambos, fueron muy populares y le valieron a la reina el apodo afectuoso de "Marysieńka", que era como Juan solía llamarla.
Murió en Blois el 1 de enero de 1716, durante uno de sus frecuentes viajes a su patria natal, fue trasladada a Cracovia donde fue sepultada en la Iglesia del Castillo de Wawel.

## Árbol genealógico
|  |                                                                |  |  |  |  |  |  |  |  |  |  |  |  |  |  |  |
|  | Charles de La Grange d' Arquian de Montigny, Señor de Montigny |  |  |  |  |  |  |  |  |  |  |  |  |  |  |  |
|  |                                                                |  |  |  |  |  |  |  |  |  |  |  |  |  |  |  |
|  |                                                                |  |  |  |  |  |  |  |  |  |  |  |  |  |  |  |
|  | M. Antoine de La Grange d'Arquien, Señor de Arquien            |  |  |  |  |  |  |  |  |  |  |  |  |  |  |  |
|  |                                                                |  |  |  |  |  |  |  |  |  |  |  |  |  |  |  |
|  |                                                                |  |  |  |  |  |  |  |  |  |  |  |  |  |  |  |
|  | Mme. Louise de Rochechouart de Boiteaux                        |  |  |  |  |  |  |  |  |  |  |  |  |  |  |  |
|  |                                                                |  |  |  |  |  |  |  |  |  |  |  |  |  |  |  |
|  |                                                                |  |  |  |  |  |  |  |  |  |  |  |  |  |  |  |
|  | Henri Albert de La Grange d'Arquien, Marqués de Arquien        |  |  |  |  |  |  |  |  |  |  |  |  |  |  |  |
|  |                                                                |  |  |  |  |  |  |  |  |  |  |  |  |  |  |  |
|  |                                                                |  |  |  |  |  |  |  |  |  |  |  |  |  |  |  |
|  | M. Louis d' Ancienville de Révillon                            |  |  |  |  |  |  |  |  |  |  |  |  |  |  |  |
|  |                                                                |  |  |  |  |  |  |  |  |  |  |  |  |  |  |  |
|  |                                                                |  |  |  |  |  |  |  |  |  |  |  |  |  |  |  |
|  | Mme. Anne d'Ancienville                                        |  |  |  |  |  |  |  |  |  |  |  |  |  |  |  |
|  |                                                                |  |  |  |  |  |  |  |  |  |  |  |  |  |  |  |
|  |                                                                |  |  |  |  |  |  |  |  |  |  |  |  |  |  |  |
|  | Mme. Françoise de La Platière de Epoisses                      |  |  |  |  |  |  |  |  |  |  |  |  |  |  |  |
|  |                                                                |  |  |  |  |  |  |  |  |  |  |  |  |  |  |  |
|  |                                                                |  |  |  |  |  |  |  |  |  |  |  |  |  |  |  |
|  | Marie Casimire Louise de la Grange d'Arquien                   |  |  |  |  |  |  |  |  |  |  |  |  |  |  |  |
|  |                                                                |  |  |  |  |  |  |  |  |  |  |  |  |  |  |  |
|  |                                                                |  |  |  |  |  |  |  |  |  |  |  |  |  |  |  |
|  | M. Jean de La Châtre de Bruillebault                           |  |  |  |  |  |  |  |  |  |  |  |  |  |  |  |
|  |                                                                |  |  |  |  |  |  |  |  |  |  |  |  |  |  |  |
|  |                                                                |  |  |  |  |  |  |  |  |  |  |  |  |  |  |  |
|  | Baptiste de La Châtre de Bruillebault                          |  |  |  |  |  |  |  |  |  |  |  |  |  |  |  |
|  |                                                                |  |  |  |  |  |  |  |  |  |  |  |  |  |  |  |
|  |                                                                |  |  |  |  |  |  |  |  |  |  |  |  |  |  |  |
|  | Madeleine de Cluys                                             |  |  |  |  |  |  |  |  |  |  |  |  |  |  |  |
|  |                                                                |  |  |  |  |  |  |  |  |  |  |  |  |  |  |  |
|  |                                                                |  |  |  |  |  |  |  |  |  |  |  |  |  |  |  |
|  | Françoise de La Châtre                                         |  |  |  |  |  |  |  |  |  |  |  |  |  |  |  |
|  |                                                                |  |  |  |  |  |  |  |  |  |  |  |  |  |  |  |
|  |                                                                |  |  |  |  |  |  |  |  |  |  |  |  |  |  |  |
|  | Bonaventure Lamy de Chasteauguillon                            |  |  |  |  |  |  |  |  |  |  |  |  |  |  |  |
|  |                                                                |  |  |  |  |  |  |  |  |  |  |  |  |  |  |  |
|  |                                                                |  |  |  |  |  |  |  |  |  |  |  |  |  |  |  |
|  | Gabrielle Lamy                                                 |  |  |  |  |  |  |  |  |  |  |  |  |  |  |  |
|  |                                                                |  |  |  |  |  |  |  |  |  |  |  |  |  |  |  |
|  |                                                                |  |  |  |  |  |  |  |  |  |  |  |  |  |  |  |
|  | Louise de La Marche                                            |  |  |  |  |  |  |  |  |  |  |  |  |  |  |  |
|  |                                                                |  |  |  |  |  |  |  |  |  |  |  |  |  |  |  |
|  |                                                                |  |  |  |  |  |  |  |  |  |  |  |  |  |  |  |